# 胡安·马丁·洛佩斯
胡安·马丁·洛佩斯（1985年5月27日—）是一名阿根廷曲棍球運動員，曾代表國家參加2012年倫敦奧運的男子曲棍球比賽，並未獲得獎牌。